# Округ Дагет (Јута)
Дагет (енгл. Daggett County) је округ у америчкој савезној држави Јута. По попису из 2010. године број становника је 1.059.

## Демографија
Према попису становништва из 2010. у округу је живело 1.059 становника, што је 138 (15,0%) становника више него 2000. године.
| Група             | 2000.       | 2010.         |
| Белци             | 853 (92,6%) | 1.000 (94,4%) |
| Афроамериканци    | 6 (0,7%)    | 4 (0,4%)      |
| Азијати           | 1 (0,1%)    | 4 (0,4%)      |
| Хиспаноамериканци | 47 (5,1%)   | 33 (3,1%)     |
| Укупно            | 921         | 1.059         |